# Henning Bender
Henning Bender (født 20. oktober 1944 i København) er en dansk historiker. Han var stadsarkivar i Aalborg 1974-2008, leder af Udvandrerarkivet 1989-2008 og direktør for Bornholms Forskningscenter 2000-2002.
Henning Bender er mag.art. i historie fra Københavns Universitet 1972 og blev leder af stadsarkivet i Aalborg fra dets start 1974. Han har skrevet et stort antal artikler og bøger om dansk oversøisk udvandring fra alle danske regioner og lokalområder, svensk indvandring til Danmark, samt fotohistorie og industrihistorie. Han har særligt beskæftiget sig med historie vedrørende årene 1840-1940. Flere bøger er udkommet på svensk, engelsk og tysk.
Henning Benders forældre var Carsten Bender (1912-1992) og Karen Bender f. Sandberg (1918-1990). Han er gift med fhv. stadsarkivar i Malmö Birgit Bender (sv) (født Arfwidsson 1942). Han bosatte sig efter sin pensionering 2008 i Snogebæk på Bornholm.[kilde mangler]

## Forfatterskab
- Fra fødsel til global ekspansion, De Smithske 1834-2009 DESMI, Metalindustri i 175 år, Shanghai, Kina, 2009. Danish edition: ISBN 978-87-89590-27-1 English edition: ISBN 978-87-89590-29-5 Chinese edition: ISBN 978-87-89590-29-5
- Aalborg og Cementen, Aalborgbogen 2006, s 13-72, ISBN 87-87409-24-0
- Aalborgs industrielle udvikling fra 1735 til 1940; Aalborg 1987; ISBN 87-982523-1-3

- Arbejderbevægelsen i Aalborg 1870-1970, Henning Bender m.fl. 1998. ISBN 87-987147-0-8
- Portraits by Heinrich Tönnies, The Frozen Image, New York 1982, s. 92-97 ISBN 0-89659-311-8
- Fotografen Heinrich Tønnies. Heinrich Tønnies - Et fotografisk atelier, Aalborg 2004, s. 81-120 ISBN 87-88307-57-3
- Fra Lolland til Wisconsin i 1847, Hist.Årb. Lolland-Falster, 2010, s. 62-74. ISBN 978-87-91059-02-5
- Udvandringen fra Randers Amt 1852-1914, Farscough 2010/2011 s.92-108, ISBN 87-989856-9-8
- Så vil vi nu sige hverandre farvel. Udvandringen fra Langeland 1843-1868, Øboer 2011, s. 85-96, ISBN 87-989856-9-8
- Udvandringen fra Fredericia 1852-1914, Fredericiaårbogen 2011, s. 21-40, ISSN 1396-8254
- Den oversøiske udvandring fra Bornholm og Danmark 1840-1940, Bornholmske Samlinger 2011, s. 10-49. ISBN 978-87-87042-24-6
- Den oversøiske udvandring fra Køge kommune 1868-1914, Køge Studier 2011, s. 16-36, ISBN 978-87-9025-2 Parameter fejl i {{ISBN}}: Fejl i ISBN.
- The Heinrich Tönnies Collection. Images in Time, Bath 2011, s. 23-36 ISBN 978-0-9566462-2-4
- Heinrich Tønnies Samlingen i Aalborg, Historisk Samfund Aalborg 2012, s. 57-75 ISSN 0107-9301
- Dansk Udenrigspolitik og Arbejderbeskyttelse. Thulearbejderne og Brintbomberne. Arkiv, Demokrati og Rettferd, s. 80-85, Oslo 2006 ISBN 82-810-5034-9
- Indvandringen fra de skånske landsdele og Småland til Bornholm; Ale, Historisk Tidskrift för Skåne nr. 3, Lund 2012 ISSN 0345-0708
- Svensk Indvandring 1850-1920 Bornholmske Saml., Rønne 2013 ISBN 978-87-87042-33-8
- Den oversøiske udvandring fra Nordjylland 1850-1879. Til Guds eget land. Årb. Hist. Samfund 2013. s. 51-84 ISSN 0107-9301
- Udvandringen fra Ringsted Kommune til USA 1848-1914. Ringstedbogen 2014, s. 149-160, ISBN 978-87-89237-18-3
- Den oversøiske udvandring fra Vendsyssel 1838-1868, Vendsyssel Årbog 2015, s. 63-78, ISBN 87-993440-7-6
- Utomeuropeisk utvandring från de skånska landsdelarna via Köpenhamn åren 1852-1873 Ale, 2015 nr. 4, Lund 2015 ISSN 0345-0708
- Utomeuropeisk utvandring från de skånska landsdelarna via Köpenhamn åren 1874-1910 Ale, 2016 nr. 3, Lund 2016 ISSN 0345-0708
- Den halte ko og krigen på prærien. Hvordan en dansk ko udløste fire årtiers udryddelseskrig. Siden Saxo, Rigsarkivet, 2017, nr. 1, side 4-13, ISSN 0109-6028
- Et fatalt møde på Atlanterhavet. Kollisionen mellem Geiser og Thingvalla i 1888. Siden Saxo. Rigsarkivet, 2018, nr. 1, side 38-49, ISSN 0109-6028
- Starten på massutvandringen via Malmö 1852-1874. En rymningsbenägen Malmökvinna - och de som följde efter. Elbogen 2017, s. 5-32, Malmö 2018  ISSN 1102-2892